# Штуер
Штуер (њем. Stuer) општина је у њемачкој савезној држави Мекленбург-Западна Померанија. Једно је од 60 општинских средишта округа Мириц. Према процјени из 2010. у општини је живјело 273 становника. Посједује регионалну шифру (AGS) 13056065.

## Географски и демографски подаци
Штуер се налази у савезној држави Мекленбург-Западна Померанија у округу Мириц. Општина се налази на надморској висини од 87 метара. Површина општине износи 21,5 km². У самом мјесту је, према процјени из 2010. године, живјело 273 становника. Просјечна густина становништва износи 13 становника/km².